# Hockey-Club Bad Honnef
Der Hockey-Club Bad Honnef am Rhein (HCH) e. V. ist ein rund 140 Mitglieder zählender Verein für die Sportarten Hockey und Bogenschießen in Bad Honnef. Er wurde am 1. Januar 1965 gegründet und entstand aus der Hockeyabteilung des  TV Eiche Bad Honnef.

## Hockey
Der HCH ist auf Rheinbezirksebene im Westdeutschen Hockeyverband mit vier Jugendmannschaften vertreten: Jugend B, Knaben A, Knaben B und Knaben C. Die Senioren („Spezialisten“) und die Elternhockeymannschaft („R(h)einschläger“) führen selbstorganisierte Freundschaftsspiele durch.

## Erfolge
Die 1. Herren stieg 1980 auf dem Feld in die Regionalliga West und 1984 in der Halle in die Oberliga auf. Dort wurde sie von Hockeynationalspieler Volker Fried trainiert.

## Spielstätten
Die Hockey-Feldsaison wird auf einem von der Stadt Bad Honnef gepachteten Naturrasenplatz und die Hallensaison in der Menzenberger Halle gespielt. Ende 2014 hat die Stadt Bad Honnef angekündigt, das Gelände des Hockeyplatzes in Bauland umwandeln zu wollen. Ein entsprechendes Bauplanungsverfahren wurde eingeleitet. Als Ersatzspielstätte soll dem Hockeyverein das Menzenberger Stadion zur Verfügung stehen, sobald dieses saniert wurde. Im November 2021 hat die Stadt Bad Honnef beschlossen, das Bauplanungsverfahren einzustellen.